# Unió Democràtica Nacional de Guinea Equatorial
La Unió Democràtica Nacional de Guinea Equatorial (UDENA) és un partit liberal equatoguineà en l'exili. El partit és membre de la Internacional Liberal des de 1999.
El partit va sorgir en la dècada de 1980 en la clandestinitat.
El setembre del 1992, UDENA va formar part de la coalició de partits Plataforma de l'Oposició Conjunta (POC), creada com a front únic d'oposició al govern de Teodoro Obiang. UDENA va ser legalitzat mitjançant el Decret de la Presidència de la República número 35/1993, de data 10 de maig, passant així a formar part de les formacions de l'oposició legalitzades. Malgrat que moltes forces opositores van demanar l'abstenció en les eleccions generals de Guinea Equatorial de 1993, UDENA va participar a través de la seva en aquell moment Secretari General, Pedro-Cristino Bueriberi Bokesa.
Integrat en la POC, UDENA va participar en les eleccions municipals de Guinea Equatorial de 1995, en les quals la POC va aconseguir guanyar oficialment en 9 municipis, malgrat que van protestar pels resultats, afirmant haver guanyat en 19 municipis.
Les eleccions presidencials de Guinea Equatorial de 1996 van donar lloc a la desintegració de la POC.